# جورج نادر (رجل أعمال)
جورج نادر (من مواليد عام 1959) هو رجل أعمال لبناني أمريكي، وناشط ضمن جماعات الضغط ومجرم جنس مُدان. يعمل كحلقة اتصال غير رسمية بين سياسيي واشنطن ومسؤولي الشرق الأوسط.
نادر هو مستشار ولي العهد محمد بن زايد آل نهيان في دولة الإمارات العربية المتحدة ومستشار لمؤسس شركة بلاك ووتر إريك برنس. في كانون الثاني/يناير 2018؛ استَجوب محققو المحامي الخاص روبرت مولر نادر فيما يتعلق بالشكوك بأن الإمارات العربية المتحدة متورطة في حملة الرئيس ترامب 2016.
حُكمَ على نادر في التسعينيات بسبب نقله منشورات إباحية للأطفال؛ وسُجن في عام 2003 بتهمة الاعتداء الجنسي على 10 صبيانٍ في جمهورية التشيك.

## الحياة المُبكّرة والتعليم
وُلد نادر في لبنان. عندما كان مراهقًا، انتقل إلى الولايات المتحدة، ولم يكن يعرف الإنجليزية لكنّه تعلمها وصار يُتقنها في وقتٍ لاحق بعدما انضمّ إلى جامعة ولاية كليفلاند. يقولُ نادر إنّه مسيحي.

## المهنة
من عام 1981 حتى التسعينيات، كان نادر رئيس تحرير مجلة أسرار الشرق الأوسط (Middle East Insight). توقفت المجلة في عام 2002.
خلال إدارة جورج بوش الأب (1989-1993)، ساعد في تحرير الرهائن الأميركيين في لبنان بعد قضية إيران-كونترا.  أثناء إدارة كلينتون (1993-2001)، حاول نادر وبدون جدوى التوسط في اتفاق سلام إسرائيلي سوري، هو ووريث إستي لودر رونالد لاودر. 
في العقد الأول من القرن الواحدو العشرين، غادر نادر واشنطن وقضى معظم وقته في الشرق الأوسط، وخاصة في العراق بعد غزو العراق عام 2003.  ومنذ ذلك الحين، تطوع نادر مع السياسيين الأمريكيين ليكون بمثابة «دبلوماسي الظل» الذي يربطهم بمسؤولي الشرق الأوسط.  قام إريك برنس مؤسس شركة بلاكووتر الأمنية بتوظيف نادر للمساعدة في التعاقد مع الحكومة العراقية؛ في استنطاق فعام 2010، قال برنس بأنه «مستشار لتطوير الأعمال».
في أغسطس 2016، التقى نادر مع دونالد ترامب جونيور في برج ترامب لتقديم المساعدة لحملة والده الرئاسية. عمل نادر كمبعوث يمثل ولي عهد المملكة العربية السعودية وحاكم الأمر الواقع محمد بن سلمان ومحمد بن زايد آل نهيان ولي عهد إمارة أبوظبي. شمل الاجتماع مؤسس بلاكووتر إريك برنس وجويل زامل، وهو متخصص إسرائيلي في التلاعب بالوسائط الاجتماعية. 
حضر نادر اجتماعًا في ديسمبر 2016 في نيويورك جمع مسؤولي دولة الإمارات العربية المتحدة وزملاء الرئيس المنتخب دونالد ترامب جاريد كوشنر ومايكل فلين وستيف بانون.  في يناير 2017، حضر اجتماع في جزر سيشيل بين الإماراتيين وإريك برنس، وكان موجوداً عندما التقى برنس مع مسؤولين من الإمارات العربية المتحدة وكريل ديمترييف، رئيس صندوق الاستثمار المباشر الروسي الذي تديره الدولة. 
من خلال العمل مع جامع التبرعات الجمهوري إليوت بروني في عام 2017، قام نادر بتمويل مؤتمر ينتقد قطر استضافته مؤسسة الدفاع عن الديمقراطيات. في ذلك الوقت، كان نادر وبروني يدفعان البيت الأبيض لإقالة وزير الخارجية ريكس تيلرسون، الذي رأى السعوديون والإماراتيون أنه غير قاس على إيران وقطر. 
في يناير 2018، تلقى نادر استدعاء لهيئة محلفين كبرى،  واستجوبه محققو المحامي الخاص روبرت مولر لمعرفة ما إذا كانت الإمارات قد حاولت التأثير على أعضاء حملة الرئيس ترامب.   كانت كاثرين رومملر، مستشارة أوباما في البيت الأبيض، من بين المحامين الذين مثلوا نادر. حصل نادر على حصانة مقابل تقديم معلوماته للتحقيق.  
في يناير 2022، تقارير تستند إلى الوثائق المقدمة إلى المحكمة الاتحادية كشفت ان «نادر» اقر بالذنب بدوره بمساعدة الإمارات في تحويل ملايين الدولارات لحملة هيلاري كلينتون الانتخابية 2016. بناء على مذكرة الحكم في ديسمبر 2022وافق «نادر» على الاعتراف بالذنب «بتهمة واحدة من جناية التآمر للاحتيال على الحكومة الأمريكية» وذلك بضخ الاموال لحملة انتخابية وإخفاء أصلها الأجنبي. حكم على نادر بالسجن خمس سنوات، إضافة على العشر سنوات التي يقضيها حاليا بسبب حيازة مواد إباحية متعلقة بالأطفال.

## إباحية الأطفال وإدانات الاعتداء الجنسي
وجهت إلى نادر عدة تهم بارتكاب جرائم تتعلق بالاستغلال الجنسي للقُصَّر، وأُدين بالعديد منها. في عام 1985، تم اسقاط تهمة استلام مجلات وفيديوهات من هولندا تظهر أولاد أصغر من سن الرشد وهم يمارسون أعمال جنسية، وذلك بسبب أمر تفتيش مخالف.  حكمت عليه محكمة اتحادية في فرجينيا عام 1991 بالسجن لمدة ستة أشهر بتهمة ارتكاب جناية تتمثل في نقل أشرطة فيديو إباحية لأولاد تبلغ أعمارهم قرابة 13 أو 14 عامًا. وافق المدعون على وضع القضية تحت السرية «بسبب الطبيعة الحساسة للغاية لعمله في الشرق الأوسط». 
في عام 2003، أدين في براغ بجمهورية التشيك بتهمة الاعتداء الجنسي على 10 أولاد وقضى عاما في السجن.  وقال متحدث باسم المحكمة للصحافة إن الجرائم وقعت بين عامي 1999 و 2002. في إحدى الحالات، في غرفته في فندق هيلتون براغ، طلب من صبي يبلغ من العمر 14 عامًا ممارسة الجنس عن طريق الفم، لكن الطفل رفض، فاستمنى نادر أمامه، ودفع له 2000 كورونا. في عام 2019 تم اعتقاله في ولاية فرجينيا لحيازته على أشرطة فيديو إباحية لأطفال، ونقلها للمرة الثانية، كما تم اتهامه بنقل طفل تشيكي من أوروبا إلى منزله في واشنطن عام 2000 لأهداف جنسية. تم الحكم عليه في حزيران 2020 بالسجن لمدة عشر سنوات.